# Kotar (ort)
Kotar (persiska: كُتَر, کتر) är en ort i Iran.   Den ligger i provinsen Kermanshah, i den nordvästra delen av landet, 300 km väster om huvudstaden Teheran. Kotar ligger 1 943 meter över havet och antalet invånare är 123.
Terrängen runt Kotar är varierad. Runt Kotar är det ganska tätbefolkat, med 80 invånare per kvadratkilometer. Närmaste större samhälle är Sīrdarreh, 5,3 km öster om Kotar. Trakten runt Kotar består i huvudsak av gräsmarker.